# Tehnoredactare computerizată
În domeniul tipografiei, tehnoredactarea computerizată este procesul de creare și editare (modificare) a unui document cu ajutorul unui computer având ca obiectiv final tipărirea lui. Termenul englez corespunzător este Desktop Publishing, prescurtat DTP.
În acest domeniu există programe de calculator specializate ce pot fi împărțite în mai multe categorii:
- programe de creație și prelucrare foto, de ex.: Adobe Photoshop, Corel Photopaint
- programe de creație și prelucrare de grafică vectorială, de ex.: Adobe Illustrator, Corel Draw
- programe de paginare, de ex.: Adobe InDesign, QuarkXPress, Adobe Pagemaker, Corel Ventura
- programe de impoziție, de ex.: Preps
- programe utilitare, de ex.: Adobe Acrobat Professional, Adobe Acrobat Distiller

Există câteva elemente de bază, strict necesare, pentru ca un document creat pe calculator să poată fi tipărit la calitatea dorită:
- dacă pentru finisare este necesară tăierea marginilor, iar în margini se găsesc elemente grafice, atunci documentul trebuie să aibă un bleed (surplus) de 5 mm;
- documentul trebuie să fie în unul din următoarele sisteme de culoare: tonuri de gri, CMYK (C=Cyan, M=Magenta, Y=Yellow/galben, K=Black/negru) sau cu culori speciale („Pantone”); la tipografii nu se acceptă alte sisteme de culoare (cum ar fi RGB, Lab);
- textele și elementele subțiri de culoare neagră trebuie să fie K = 100 % (negru absolut) și să poată fi supraimprimate.